# Lac Kovjskoïe
Le lac Kovjskoïe (Ковжское озеро), ou lac de Kovja, est un lac de 65 km2, situé au nord-ouest de l'oblast de Vologda, dans le nord de la Russie. 
Il mesure 18 km de long et 4 km de large. La partie occidentale d'où part la rivière Kovja se nomme le lac Lozovskoïe.
Il est entouré en partie de forêts.